# Macrobiotus porteri
Macrobiotus porteri är en djurart som tillhör fylumet trögkrypare, och som beskrevs av E.von Rahm 1931. Macrobiotus porteri ingår i släktet Macrobiotus och familjen Macrobiotidae. Inga underarter finns listade i Catalogue of Life.